# Tiselius (cràter)

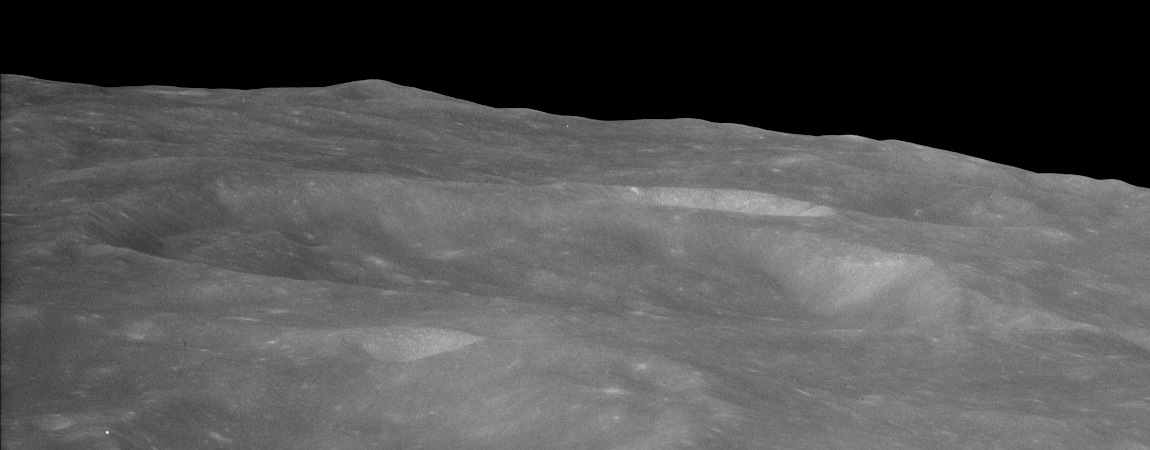
Fotografia de la missió Apol·lo 11

Tiselius és un cràter d'impacte pertanyent a la cara oculta de la Lluna, que es troba just a l'est del cràter Valier. Els cràters Tiselius i Valier estan separats per sols uns pocs quilòmetres. A menys d'un diàmetre a l'est de Tiselius es troba Stein, més petit i de forma allargada, i al nord apareix el petit i erosionat cràter Šafařík.

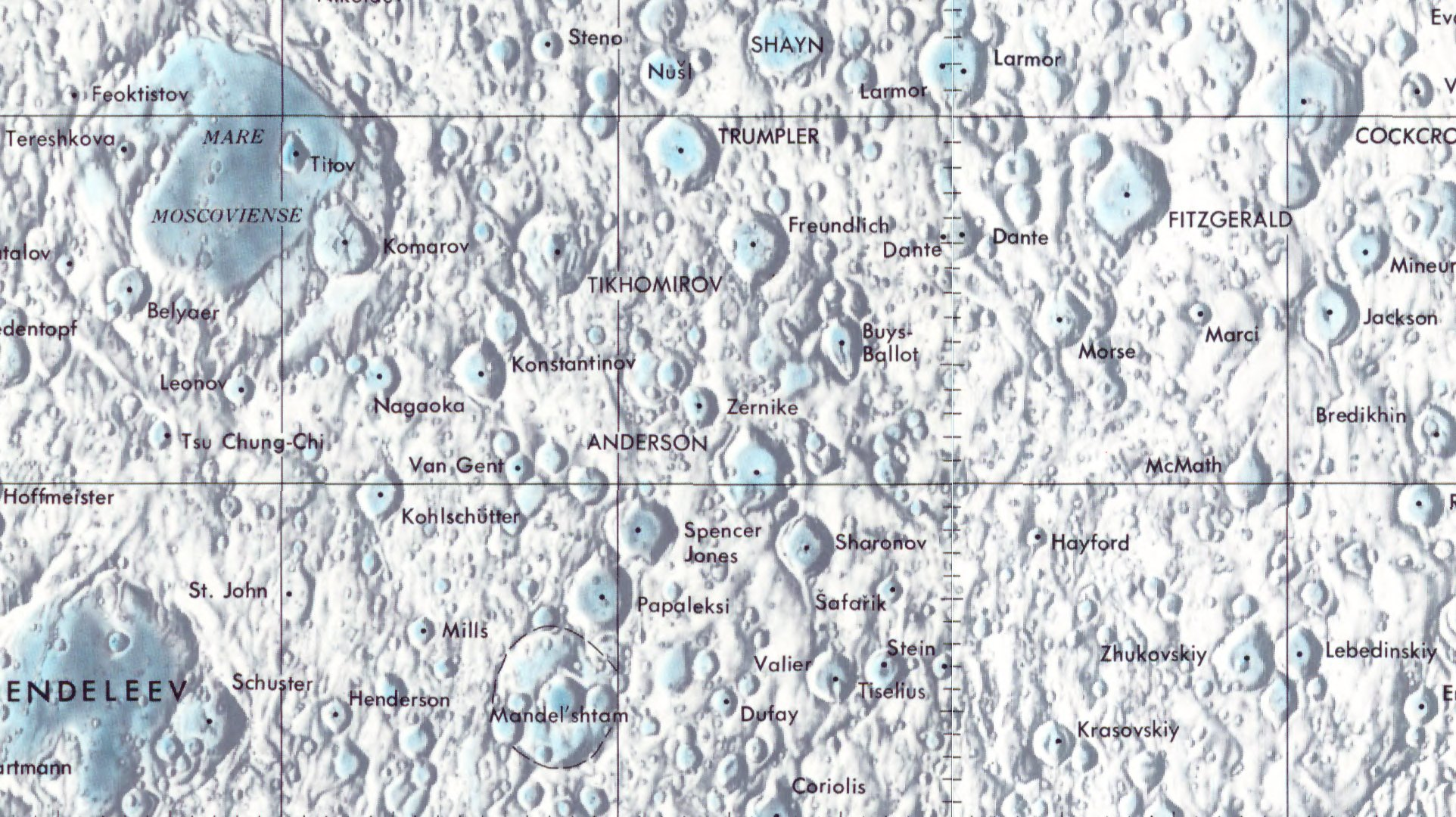
Localització de Tiselius (centre del quadrant inferior dret de la imatge)

Es tracta d'un cràter aproximadament circular, amb una vora ben definida que no ha estat significativament degradada per l'erosió de l'impacte. Les parets interiors han caigut en llocs per formar talusos de materials solts. El sòl interior està marcat per uns petits cràters, amb un grup irregular de crestes al voltant del punt mitjà. El petit cràter satèl·lit en forma de copa Tiselius E es troba prop de la vora exterior oriental.
El cràter va rebre el nom del bioquímic suec, Arne Tiselius, per decisió de la UAI en 1979.

## Cràters satèl·lit

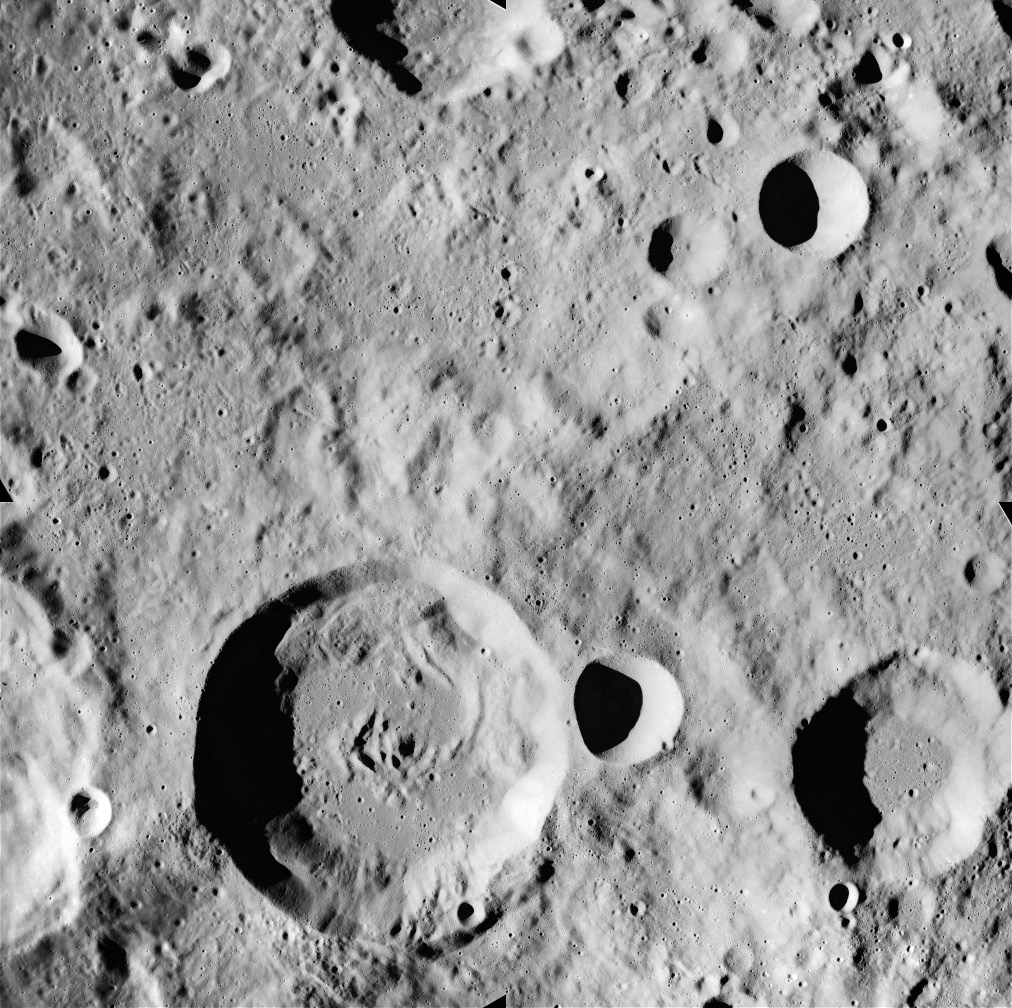
Fotografia de la missió Apol·lo 16, amb el nord a la dreta

|          | \| Tiselius \| Coordenades \| Diàmetre \| \| -------- \| ------------------------------------ \| -------- \| \| E \| 7° 18′ N, 177° 42′ E / 7.3°N,177.7°E \| 17 km \| \| L \| 4° 36′ N, 177° 24′ E / 4.6°N,177.4°E \| 12 km \| |          |
| Tiselius | Coordenades | Diàmetre |
| E        | 7° 18′ N, 177° 42′ E / 7.3°N,177.7°E | 17 km    |
| L        | 4° 36′ N, 177° 24′ E / 4.6°N,177.4°E | 12 km    |